# August Fries
Carl Leonard August Fries, född 22 januari 1821 i Stockholm, död där 29 oktober 1892, var en svensk sjöofficer, kommendörkapten, ångfartygsredare, kommunalpolitiker och etnografisk samlare. Han var ordförande i Svenska Sällskapet för Antropologi och Geografi (SSAG) och innehade Vasa-, Svärds- och Nordstjärneordnarna.

## Biografi
August Fries tillhörde Nerike-släkten Fries, vars äldste kände stamfader Nils Nilsson Frijs deltog i slaget vid Poltava 1709.
August Fries var son till major Johan Nils August Fries (1777–1848) och Anna Brita Forssell (1790–1865). Han var bror till Helena Augusta Grönlund (1809–1837), Carolina Fredrika Kreüger (1811–1888), Anna Sofia Silveria Tisell (1814–1886) och Maria Theresia Fries (1829–1904). Han gifte sig 1853 med Hindrike Sofia Eva Didrika Lembke (1820–1899) och de fick sonen Karl Henrik August Fries (1861–1943).
Fries inmönstrade vid flottan som jungman 1830, avlade sjöofficersexamen i Karlskrona 1842 och utnämndes till sekundlöjtnant 1843. Han deltog i fregatten Eugenies värdsomsegling 1851–1853. Han befordrades till premiärlöjtnant 1852 och kaptenlöjtnant 1858. Vid flottans ombildning 1866 överflyttades han till den nya reservstaten och 1870 till indragningsstaten. Han tog avsked 1877 och erhöll 1882 kommendörkaptens rang.

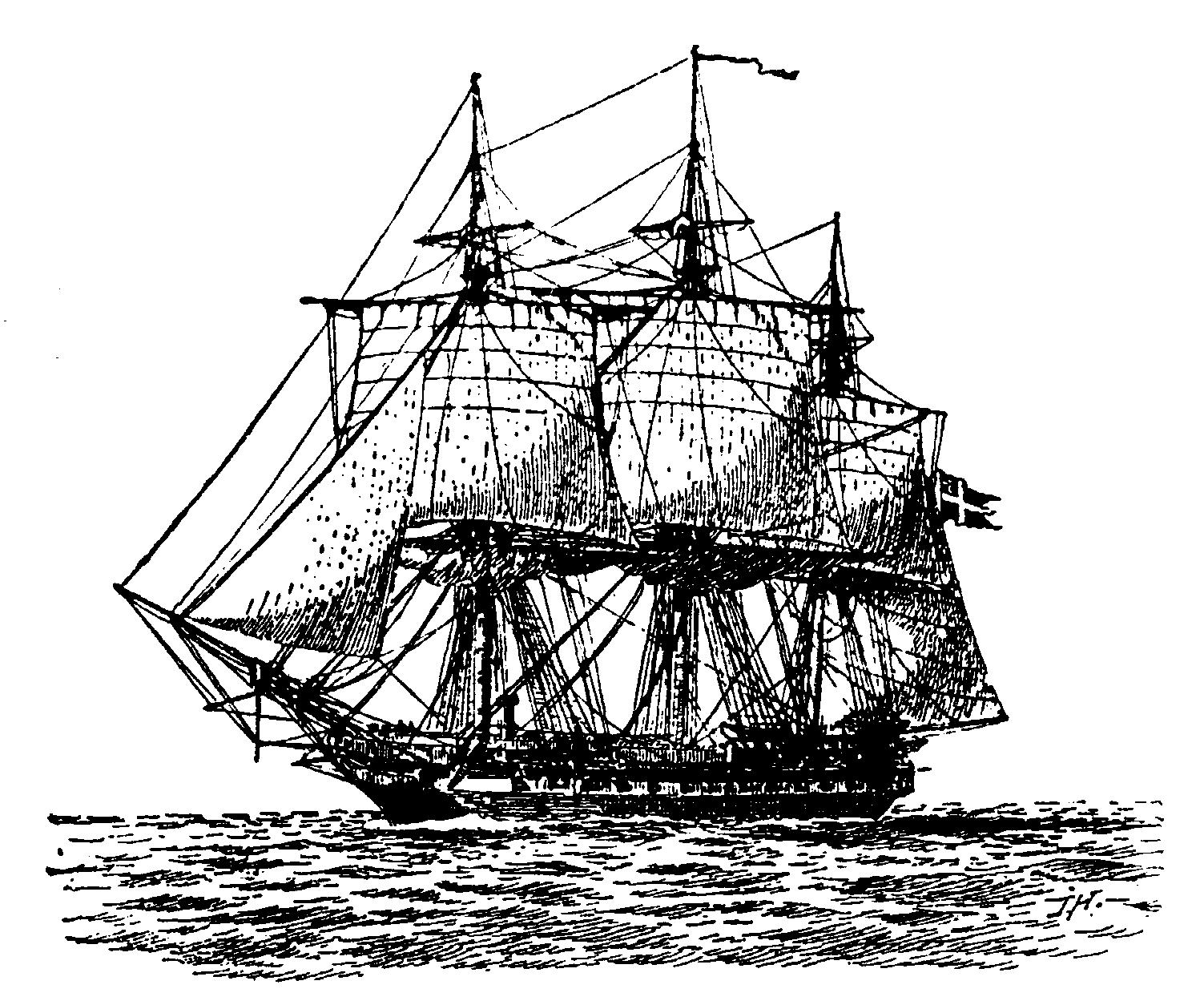
Teckning av fregatten Eugenie, ur Nordisk familjebok.

### Eugenies 25-årsjubileum
På Eugenia-dagen, 10 februari 1878, firades hemma hos Fries 25-årsjubileet av Eugenies värdsomsegling. Man mindes de bortgångna vännerna Christian Adolf Virgin, kommendörkapten på Eugenie, och Baltzar von Platen, resans upphovsman. De inbjudna gästerna, som alla varit med på världsomseglingen, var greve August Cronstedt, kommendörerna Christian Sundin (1816–1886) och Axel Fischerström (1828–1892), kapten Anton Molander (1829–1908), friherrarna Carl Skogman och Claes Falkenberg, brukspatron Oscar Trägårdh och hovpredikant Samuel Pontén, samt professorerna Hjalmar Kinberg och Nils Johan Andersson, den sistnämnde av sjukdom förhindrad att närvara.

### Ångfartyg & rederi
Fries var i många år verksam på olika ångfartyg längs Norrlandskusten, bland annat kapten på hjulångaren Berzelius som 1849–1874 trafikerade sträckan Stockholm–Haparanda med anlöpande av Öregrund, Gävle, Söderhamn, Hudiksvall, Sundsvall, Härnösand, Örnsköldsvik, Umeå, Ratan, Skellefteå, Piteå, Luleå och Nederkalix.
I början av 1866 inbjöd Fries och William Lindberg, VD på W. Lindbergs Varvs- och Verkstads AB, till bildandet av en inbördes Assurance-Förening för ångfartyg, då försäkringspremierna blivit så höga att fartygens förtjänst inte längre kunde bära kostnaderna.
Han var 1869 med och bildade Stockholms Ångfartygs-Rederiaktiebolag tillsammans med grosshandlarna Ludvig Peyron och Ninian Paton. Han satt i styrelsen för Norrländska Ångfartygsbolaget tillsammans med Peyron och J. Westfelt. Han var 1878–1882 huvudredare för både Ångbåtsbolaget Wenngarn med trafik på linjen Stockholm–Steninge–Garnsviken och Ångfartygsbolaget Svartsjölandet med trafik på linjen Stockholm–bryggorna vid Långtarmen.

### Kommunalpolitiker
Fries var 1867–1887 ledamot av Stockholms stadsfullmäktige och 1873–1887 medlem av dess beredningsutskott. Han var suppleant i drätselnämnden 1867–1869, ledamot där 1869–1883 och från 1875 och under en följd av år vice ordförande inom dess tredje avdelning.

### Begravning
Fries avled i Stockholm 29 oktober 1892. Begravningen ägde rum 3 november i Skeppsholms kyrka och förrättades av hovpredikant Emil Gemzell (1847–1925). KFUM:s kvartett framförde den kända sången Vågen (Mitt liv är en våg) med text av Karl August Nicander, efter att en släkting till Fries, löjtnant J. Forssell, sjungit solo till orgelackompanjemang. Kistan, som var  övertäckt med den svenska örlogsflaggan och prydd med endast en stor krans, bars av åtta man från Sjömanskåren från kyrkan till Galärvarvets kyrkogård. Deltog vid begravningen gjorde bland andra statsminister Erik Gustaf Boström, kabinettskammarherre Carl Gustaf von Rosen, landshövding Otto Printzsköld och konteramiral Carl Henrik Kreüger.

## Etnografika & SSAG
Fries hade ett stort antropologiskt intresse och var åren 1882–1883 ordförande i Svenska Sällskapet för Antropologi och Geografi (SSAG). Själv hade han beaktansvärda samlingar av etnografika och 177 föremål utställda på Allmänna etnografiska utställningen i Arvfurstens palats i Stockholm 1878–1879.

Modell av skärgårdskrigsfartyg från Kina, utställd på Allmänna etnografiska utställningen i Arvfurstens palats i Stockholm 1878-1879, ur Etnografiska museets samlingar.

Album, Exposition Ethnographique de Stockholm 1878-1879, med bilder från Allmänna etnografiska utställningen i Stockholm 1878-1879, ur Etnografiska museets samlingar.

Etnografiska museet i Stockholm innehar 93 föremål insamlade av Fries under Eugenies världsomsegling, bland annat tavlor, båtmodeller, musikinstrument, opiumredskap, skulpturer och mynt. Museet har även ett album (röd box) med bilder från utställningen tagna av Carl Fredrik Lindberg och texter skrivna av Hjalmar Stolpe, Exposition Ethnographique de Stockholm 1878-1879, som överlämnades som gåva till SSAG av Fries vid sällskapets sammankomst 16 december 1882, då han avgick som ordförande.
I maj 1880 höll SSAG ett högtidligt sammanträde på Grand Hôtel i Stockholm för att fira den tremastade barken Vegas hemkomst från Vegaexpeditionen 1878–1880. Fyra av expeditionens medlemmar, Adolf Erik Nordenskiöld, Louis Palander, Frans Kjellman och Anton Stuxberg, mottogs med ljudliga applåder. Fries överlämnade som ett minne av dagen och färden till sällskapet hela sin samling av omkring 300 etnografiska föremål hemförda från Kina, Japan, Indien, Söderhavsöarna och Amerika.
Vid ett sammanträde i januari 1881 skänkte han 5 000 kr till SSAG, på villkor att dess samlingar skulle förenas med Kungliga Vetenskapsakademiens etnografiska samling och därigenom bli tillgängliga för allmänheten. Som tack för gåvan blev Fries enhälligt invald som hedersledamot.

## Utmärkelser
- Riddare av Kungliga Vasaorden (RVO)
- Riddare av Kungliga Svärdsorden (RSO)
- Riddare av Kungliga Nordstjärneorden (RNO)